# Plintovec
Plintovec – wieś w Słowenii, w gminie Kungota. 1 stycznia 2018 liczyła 705 mieszkańców.